# Japan Cup

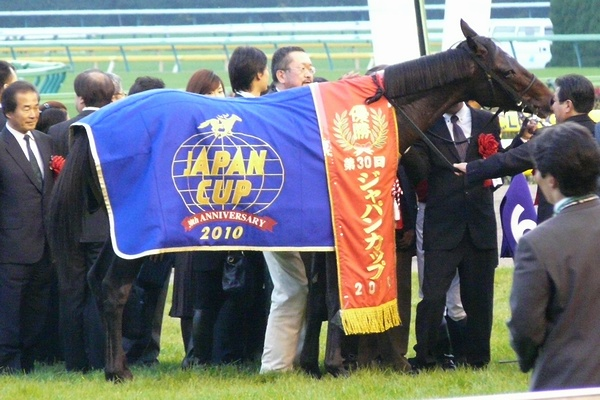
Ganador de Japan Cup

La Japan Cup (ジャパンカップ ) es la carrera de caballos más prestigiosa que se disputa en Japón. Tiene lugar anualmente  en el Tokyo Racecourse en Fuchu, en Tokio, y transcurre sobre una distancia de 2400 metros, en terreno de hierba. Con un presupuesto en premios de ¥533 millones (unos $4.6 millones de dólares norteamericanos), la Japan Cup es una de las carreras de caballos que otorga mayores premios a nivel mundial.
La Japan Cup es una competición que requiere invitación previa para poder participar. Durante su relativamente breve historia, la carrera se ha convertido en una competición realmente internacional con campeones provenientes de Japón, Norteamérica, Gran Bretaña, Australia, Nueva Zelandia, Irlanda, Francia, Alemania e Italia.
La Japan Cup ha dado lugar a algunos de los más memorables finales que se hayan visto en las competiciones hípicas en Japón.  Junto con el Prix de l'Arc de Triomphe y la Breeders' Cup, la Japan Cup es uno de los grandes eventos con los que conluye el calendario anual de competición hípica.
La Japan Racing Association creó esta competición para facilitar a los corredores locales una oportunidad para poder medirse contra caballos de calibre internacional y para promover las buenas relaciones con la comunidad hípica mundial.
Información de la carrera: 

- Hipódromo:  Tokyo Racecourse
- Distancia:  2400 metros
- Condición de la pista: Césped

## Fecha de la carrera
Noviembre, última semana.

## Ganadores
| Año  | Ganador          | Edad | Jockey             | Entrenador          | Propietario                | Tiempo |
| 1981 | Mairzy Doates    | 5    | Cash Asmussen      | John Fulton         | Arno Schefler              | 2:25.3 |
| 1982 | Half Iced        | 3    | Don MacBeth        | Stanley M. Hough    | Bertram R. Firestone       | 2:27.1 |
| 1983 | Stanerra         | 5    | Brian Rouse        | Frank Dunne         | Frank Dunne                | 2:27.6 |
| 1984 | Katsuragi Ace    | 4    | Katsuichi Nishiura | Kazumi Domon        | Ichizo Node                | 2:26.3 |
| 1985 | Symboli Rudolf   | 4    | Yukio Okabe        | Yuji Nohira         | Symboli Bokujo             | 2:28.8 |
| 1986 | Jupiter Island   | 7    | Pat Eddery         | Clive Brittain      | Marquess of Tavistock      | 2:25.0 |
| 1987 | Le Glorieux      | 3    | Alain Lequeux      | Robert Collet       | Sieglinde Wolf             | 2:24.9 |
| 1988 | Pay The Butler   | 4    | Chris McCarron     | Robert J. Frankel   | Edmund A. Gann             | 2:25.5 |
| 1989 | Horlicks         | 6    | Lance O'Sullivan   | Dave O'Sullivan     | Graham de Gruchy           | 2:22.2 |
| 1990 | Better Loosen Up | 5    | Michael Clarke     | David Hayes         | Gabe Farrah, et al         | 2:23.2 |
| 1991 | Golden Pheasant  | 5    | Gary Stevens       | Charles Whittingham | McNall / Gretzky           | 2:24.7 |
| 1992 | Tokai Teio       | 4    | Yukio Okabe        | Shoichi Matsumoto   | Masanori Uchimura          | 2:24.6 |
| 1993 | Legacy World     | 4    | Hiroshi Kawachi    | Hideyuki Mori       | Horse Tajima Co.           | 2:24.4 |
| 1994 | Marvelous Crown  | 4    | Katsumi Minai      | Makoto Osawa        | Sadao Sasahara             | 2:23.6 |
| 1995 | Lando            | 5    | Michael Roberts    | Heinz Jentzsch      | Gestüt Haus Ittlingen      | 2:24.6 |
| 1996 | Singspiel        | 4    | Frankie Dettori    | Michael Stoute      | Sheikh Mohammed            | 2:23.8 |
| 1997 | Pilsudski        | 5    | Michael Kinane     | Michael Stoute      | Lord Weinstock             | 2:25.8 |
| 1998 | El Condor Pasa   | 3    | Masayoshi Ebina    | Yoshitaka Ninomiya  | Takashi Watanabe           | 2:25.9 |
| 1999 | Special Week     | 4    | Yutaka Take        | Toshiaki Shirai     | Hiroyoshi Usuda            | 2:25.5 |
| 2000 | T M Opera O      | 4    | Ryuji Wada         | Ichizo Iwamoto      | Masatsugu Takezono         | 2:26.1 |
| 2001 | Jungle Pocket    | 3    | Olivier Peslier    | Sakae Watanabe      | Yomoji Saito               | 2:23.8 |
| 2002 | Falbrav          | 4    | Frankie Dettori    | Luciano d'Auria     | Scuderia Rencati           | 2:12.2 |
| 2003 | Tap Dance City   | 6    | Tetsuzo Sato       | Shozo Sasaki        | Yushun Horse Syndicate     | 2:28.7 |
| 2004 | Zenno Rob Roy    | 4    | Olivier Peslier    | Kazuo Fujisawa      | Shinobu Oosako             | 2:24.2 |
| 2005 | Alkaased         | 5    | Frankie Dettori    | Luca Cumani         | Michael Charlton           | 2:22.1 |
| 2006 | Deep Impact      | 4    | Yutaka Take        | Yasuo Ikee          | Kaneko Makoto Holdings Co. | 2:25.1 |
| 2007 | Admire Moon      | 4    | Yasunari Iwata     | Hiroyoshi Matsuda   | Darley Japan Farm Co. Ltd. | 2:24.7 |
| 2008 | Screen Hero      | 4    | Mirco Demuro       | Yuichi Shikato      | Teruya Yoshida             | 2:25.5 |

1. ↑  La carrera del año 2002 se realizó en el Nakayama Racecourse sobre una distancia de  2,200 metros.

,